# Charles François Dumouriez
Charles Dumouriez, Charles-François du Perrier du Mouriez (ur. 26 stycznia 1739, zm. 14 marca 1823) – generał francuski, jeden z dowódców konfederacji barskiej.

## Życiorys
Urodził się w Cambrai. Jego ojciec był komisarzem armii królewskiej i zadbał o wszechstronne wykształcenie syna. W 1757 wziął udział w bitwie pod Rossbach, gdzie odznaczył się odwagą i w stopniu kapitana walczył dalej w kampanii niemieckiej. Przebywał we Włoszech, w Portugalii i na Korsyce, skąd przesyłał poufne raporty do francuskiego ministra spraw zagranicznych Étienne-François de Choiseula. Jako ekspert od spraw korsykańskich został wysłany na czele korpusu ekspedycyjnego, który wylądował na wyspie. Po udanej misji, wszedł w skład Secret du Roi, tajnego gabinetu Ludwika XV.
W 1770 został wysłany do Polski, gdzie miał organizować za francuskie pieniądze korpus posiłkowy konfederacji barskiej. Ufortyfikował kilka twierdz na południu Rzeczypospolitej (Tyniec, Lanckorona, Częstochowa) i utworzył oddział piechoty konfederackiej. Został jednak pobity przez wojska rosyjskie pod wodzą Aleksandra Suworowa w bitwie pod Lanckoroną 23 maja 1771. Miał wyjątkowo złe zdanie o polskiej szlachcie, a obyczaje konfederatów nazywał „azjatyckimi”. Jego następcą w wojskach konfederackich był Antoine-Charles du Houx, Baron de Vioménil.
Upadek jego protektora Choiseula spowodował uwięzienie Dumourieza w Bastyli. Wolność odzyskał dopiero po wstąpieniu na tron Ludwika XVI w 1774. W latach 1778–1788 był komendantem twierdzy portu w Cherbourgu w Normandii. W 1788 został marszałkiem polnym (fr. maréchal de camp) – odpowiednikiem generała brygady w późniejszym wojsku rewolucyjnym.
Po wybuchu rewolucji francuskiej przystąpił do jakobinów i został komendantem twierdzy w Nantes. Sekretarz wojny Louis Lebègue Duportail awansował go na stanowisko generała dywizji w czerwcu 1791. W następnym roku przeszedł do klubu żyrondystów i 15 marca został z ich ramienia ministrem spraw zagranicznych Francji. Był twórcą planów wojny z Austrią, która wybuchła 20 kwietnia 1792. 13 czerwca przejął na dwa dni funkcję ministra wojny. Po wydarzeniach 10 sierpnia 1792 i ucieczce Lafayette’a dowodził faktycznie armią centralną w momencie, gdy na jego odcinku wojska austriackie i pruskie przypuściły atak. 6 listopada rozgromił Austriaków w bitwie pod Jemappes. Po straceniu króla i po przegranej bitwie pod Neerwinden w 1793 roku, postanowił zmienić front. Aresztował ministra wojny i 4 komisarzy Konwentu Narodowego (oddał ich w ręce armii austriackiej), którzy usiłowali go zdjąć z dowództwa, podejrzewając o nielojalność. Następnie wezwał swoich żołnierzy do marszu na Paryż i obalenia rządu jakobinów. Próba ta spotkała się ze zdecydowanym sprzeciwem wojska i Dumouriez wraz z Ludwikiem Filipem Orleańskim musiał uciekać do obozu austriackiego.
Na krótko przed zdradą spotkał się z Tadeuszem Kościuszką, który zamierzał uzyskać pomoc rewolucyjnej Francji dla planowanego powstania. Później, już w obozie wroga, przekazał szczegółowe plany insurekcji Prusakom, a ci Rosjanom.
Skutkiem jego zdrady był spadek zaufania Konwentu do oficerów pochodzenia szlacheckiego i przydzielenie do każdej armii komisarza z pełnomocnictwami przewyższającymi uprawnienia dowódcy. Robespierre wykorzystał też jego przykład do oskarżenia żyrondystów o spiskowanie w celu restauracji monarchii.
Na emigracji jeździł od kraju do kraju i oferował swoje usługi kolejnym wrogom Francji: walczył przeciwko Napoleonowi, zachęcał Rosjan do desantu na wybrzeża francuskie, a od 1804 roku przebywał w Wielkiej Brytanii, gdzie rząd brytyjski (za wstawiennictwem admirała Nelsona) zapewnił mu stałą pensję i stanowisko doradcy parlamentu brytyjskiego. Zmarł w Turville Park koło Henley-on-Thames.